# Chris Mepham
Christopher James Mepham (5 de novembre de 1997) és un futbolista professional gal·lés que juga com a defensa central per l'AFC Bournemouth anglés i per l'equip nacional gal·lés.